# Heterochroma exundata
Heterochroma exundata là một loài bướm đêm trong họ Noctuidae.